# مقاطعة طاشقورغان طاجيك
مقاطعة طاشقورغان الطاجيكية ذاتية الحكم  هي مقاطعة في ولاية كاشغر غرب سنجان في الصين. مقر المقاطعة هو مدينة طاشقورغان.

## التاريخ
خلال فترة سلالة هان الحاكمة كانت المقاطعة تُعرف باسم بولي (Chinese: 蒲犁 ؛ بينيين: Púlí)، وخلال عهد سلالة تانغ كانت محمية من الفرثيين، وخلال عهد مملكة يوان كان جزءًا من خانية جغتاي. وفي في عام 1954 أصبحت  مقاطعة ذاتية الحكم وجزء من منطقة كاشغر.
في أغسطس 2013، أعلنت الأكاديمية الصينية للعلوم الاجتماعية أنها قامت بالتنقيب عن مجموعة من قبور الزرادشتية في المقاطعة. وفي مايو 2017 تعرضت المقاطعة لزلزال بلغت قوته 5.5 درجة أسفر عن مقتل ثمانية وجرح 23.

## التركيبة السكانية
يبلغ إجمالي عدد السكان 27800 نسمة، من بينهم 84 ٪ من الطاجيك، و 4 ٪ من الهان و 12 ٪ من العرقيات الأخرى. (إحصاء 1995)

## المناخ
| البيانات المناخية لـطاشقورغان (1971−2000) | البيانات المناخية لـطاشقورغان (1971−2000) | البيانات المناخية لـطاشقورغان (1971−2000) | البيانات المناخية لـطاشقورغان (1971−2000) | البيانات المناخية لـطاشقورغان (1971−2000) | البيانات المناخية لـطاشقورغان (1971−2000) | البيانات المناخية لـطاشقورغان (1971−2000) | البيانات المناخية لـطاشقورغان (1971−2000) | البيانات المناخية لـطاشقورغان (1971−2000) | البيانات المناخية لـطاشقورغان (1971−2000) | البيانات المناخية لـطاشقورغان (1971−2000) | البيانات المناخية لـطاشقورغان (1971−2000) | البيانات المناخية لـطاشقورغان (1971−2000) | البيانات المناخية لـطاشقورغان (1971−2000) |
| الشهر                                     | يناير                                     | فبراير                                    | مارس                                      | أبريل                                     | مايو                                      | يونيو                                     | يوليو                                     | أغسطس                                     | سبتمبر                                    | أكتوبر                                    | نوفمبر                                    | ديسمبر                                    | المعدل السنوي                             |
| ----------------------------------------- | ----------------------------------------- | ----------------------------------------- | ----------------------------------------- | ----------------------------------------- | ----------------------------------------- | ----------------------------------------- | ----------------------------------------- | ----------------------------------------- | ----------------------------------------- | ----------------------------------------- | ----------------------------------------- | ----------------------------------------- | ----------------------------------------- |
| الدرجة القصوى °م (°ف)                     | 6.5 (43.7)                                | 12.2 (54.0)                               | 18.9 (66.0)                               | 22.0 (71.6)                               | 25.1 (77.2)                               | 31.0 (87.8)                               | 32.5 (90.5)                               | 31.4 (88.5)                               | 27.8 (82.0)                               | 22.7 (72.9)                               | 14.3 (57.7)                               | 10.5 (50.9)                               | 32.5 (90.5)                               |
| متوسط درجة الحرارة الكبرى °م (°ف)         | −4.2 (24.4)                               | −1 (30)                                   | 6.0 (42.8)                                | 12.8 (55.0)                               | 16.7 (62.1)                               | 20.5 (68.9)                               | 23.7 (74.7)                               | 23.3 (73.9)                               | 18.6 (65.5)                               | 11.6 (52.9)                               | 4.8 (40.6)                                | −1.9 (28.6)                               | 10.9 (51.6)                               |
| المتوسط اليومي °م (°ف)                    | −11.9 (10.6)                              | −8.2 (17.2)                               | −0.5 (31.1)                               | 6.1 (43.0)                                | 9.8 (49.6)                                | 13.3 (55.9)                               | 16.4 (61.5)                               | 16.0 (60.8)                               | 11.4 (52.5)                               | 4.0 (39.2)                                | −3.4 (25.9)                               | −10.0 (14.0)                              | 3.6 (38.5)                                |
| متوسط درجة الحرارة الصغرى °م (°ف)         | −18.6 (−1.5)                              | −15.3 (4.5)                               | −7.3 (18.9)                               | −0.8 (30.6)                               | 3.1 (37.6)                                | 6.4 (43.5)                                | 9.4 (48.9)                                | 8.8 (47.8)                                | 3.5 (38.3)                                | −3.8 (25.2)                               | −10.8 (12.6)                              | −16.6 (2.1)                               | −3.5 (25.7)                               |
| أدنى درجة حرارة °م (°ف)                   | −39.1 (−38.4)                             | −36.0 (−32.8)                             | −25.7 (−14.3)                             | −11.5 (11.3)                              | −5.6 (21.9)                               | −1.0 (30.2)                               | 2.2 (36.0)                                | −0.2 (31.6)                               | −5.0 (23.0)                               | −12.2 (10.0)                              | −23.3 (−9.9)                              | −31.5 (−24.7)                             | −39.1 (−38.4)                             |
| الهطول مم (إنش)                           | 3.2 (0.13)                                | 2.6 (0.10)                                | 2.4 (0.09)                                | 4.8 (0.19)                                | 8.0 (0.31)                                | 15.5 (0.61)                               | 11.3 (0.44)                               | 9.6 (0.38)                                | 6.0 (0.24)                                | 2.1 (0.08)                                | .7 (0.03)                                 | 2.0 (0.08)                                | 68.2 (2.68)                               |
| متوسط أيام هطول الأمطار (≥ 0.1 mm)        | 2.1                                       | 2.4                                       | 2.2                                       | 2.5                                       | 5.1                                       | 6.8                                       | 6.2                                       | 4.6                                       | 2.9                                       | 1.7                                       | .5                                        | 1.6                                       | 38.6                                      |
| المصدر: Weather.com.cn                    |                                           |                                           |                                           |                                           |                                           |                                           |                                           |                                           |                                           |                                           |                                           |                                           |                                           |

## روابط خارجية
- الموقع الرسمي لحكومة مقاطعة طاشقورغان طاجيك ذاتية الحكم (in Chinese)